# Proces izentropic
În termodinamică un proces izentropic sau proces izoentropic este un proces termodinamic idealizat care este atât adiabatic cât și reversibil. Schimbul de lucru mecanic al sistemului este fără frecare și nu există un schimb net de căldură sau materie. Un astfel de proces idealizat este util în inginerie ca model și bază de comparație pentru procesele reale. Acest proces este unul ideal deoarece procesele reversibile nu au loc în realitate. Denumirea sa arăta că entropia inițială și cea finală sunt aceleași. Chiar dacă în realitate nu este posibil să se realizeze un proces izentropic, unele proces pot fi aproximate ca atare.

## Descriere
Principiul al doilea al termodinamicii afirmă că:
{\displaystyle T_{amb}dS\geq \delta Q,}
unde {\displaystyle \delta Q} este căldura intrată în sistem, {\displaystyle T_{amb}} este temperatura mediului înconjurător, iar {\displaystyle dS} este variația entropiei. Semnul egal se referă la procesele reversibile, care sunt o limită teoretică ideală care nu apare în realitate, cu temperaturi practic egale ale sistemului și ale mediului înconjurător. Pentru un proces izentropic reversibil nu există transfer de energie sub formă de căldură deoarece procesul este adiabatic; δQ = 0. Însă dacă procesul este ireversibil, entropia este produsă în cadrul sistemului. În consecință, pentru a menține în sistem entropia constantă, energia trebuie eliminată simultan din sistem sub formă de căldură.
Pentru procesele reversibile, o transformare izentropică este realizată prin izolarea termică a sistemului de mediul înconjurător. În termodinamică temperatura este variabila conjugată la entropie, astfel că procesul conjugat ar fi un proces izotermic, în care sistemul este „conectat” termic la un rezervor de căldură cu temperatură constantă.

## Procese izentropice în sisteme termodinamice

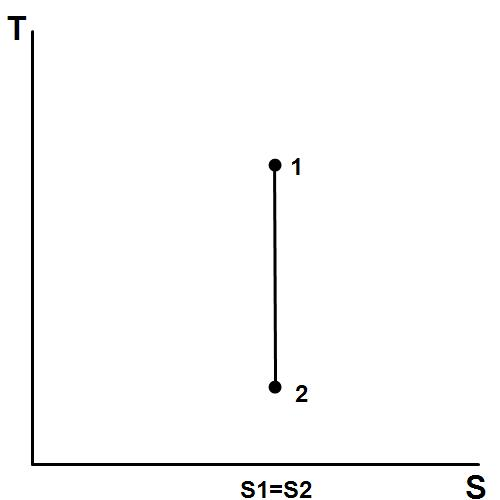
În diagrama T–s un proces izentropic este un segment vertical

Entropia unei mase date nu se modifică în timpul unui proces care este reversibil și adiabatic. Un proces în timpul căruia entropia rămâne constantă se numește proces izentropic, scris {\displaystyle \Delta s=0} sau {\displaystyle s_{1}=s_{2}}. Câteva exemple de dispozitive in care teoretic pot avea loc procese izentropice sunt pompele, compresoarele de gaze, turbinele, ajutajele și difuzoarele.

### Eficiența izentropică a dispozitivelor cu curgeri staționare în sisteme termodinamice
Majoritatea dispozitivelor cu curgeri staționare funcționează în condiții adiabatice, iar procesul ideal pentru aceste dispozitive este procesul izentropic. Parametrul care descrie cât de eficient aproximează un dispozitiv un dispozitiv izentropic corespunzător este eficiența izentropică (sau adiabatică).
Eficiența izentropică a turbinelor, pentru care în limba română se folosește expresia randament interior al turbinei este:
{\displaystyle \eta _{i}={\frac {\text{lucrul mecanic interior al turbinei}}{\text{lucrul mecanic izentropic al turbinei}}}={\frac {L_{i}}{L_{s}}}\cong {\frac {h_{1}-h_{2^{\prime }}}{h_{1}-h_{2}}}.}
Eficiența izentropică a compresoarelor, pentru care în limba română se folosește expresia randament adiabatic indicat este
{\displaystyle \eta _{c}={\frac {\text{lucrul mecanic izentropic consumat de compresor}}{\text{ lucrul mecanic real consumat de compresor }}}={\frac {L_{s}}{L_{c}}}\cong {\frac {h_{2}-h_{1}}{h_{2^{\prime }}-h_{1}}}.}
Eficiența izentropică a ajutajelor este:
{\displaystyle \eta _{\text{n}}={\frac {\text{energia cinetica reala a fluidului la iesire}}{\text{energia cinetica izentropica a fluidului la iesire}}}={\frac {V_{2^{\prime }}^{2}}{V_{2}^{2}}}\cong {\frac {h_{1}-h_{2^{\prime }}}{h_{1}-h_{2}}}.}
În relațiile de mai sus:
{\displaystyle h_{1}} este entalpia masică a stării de la începutul procesului,
{\displaystyle h_{2^{\prime }}} este entalpia masică a stării reale de la sfârșitul procesului,
{\displaystyle h_{2}} este entalpia masică a stării de la sfârșitul procesului izentropic.

## Curgere izentropică
În dinamica fluidelor o curgere izentropică este o curgere care este atât adiabatică cât și reversibilă. Adică nu se adaugă căldură și nu au loc transformări de energie din cauza frecării sau efectelor disipative. Pentru o curgere izentropică a unui gaz perfect, pot fi obținute mai multe relații pentru a defini presiunea, densitatea și temperatura de-a lungul unei linii de curent⁠(d).
De reținut că pot exista schimburi de energie în cursul unui proces izentropic, cât timp nu are loc sub formă de căldură. Un exemplu de astfel de schimb ar fi o destindere sau comprimare izentropică care implică un schimb de lucru mecanic.

### Obținerea relațiilor izentropice
Pentru un sistem închis, modificarea totală a energiei sistemului este suma dintre schimburile de lucrul mecanic și căldură:
{\displaystyle dU=\delta L+\delta Q.}
Lucrul mecanic reversibil efectuat asupra sistemului la schimbarea volumului său este:
{\displaystyle \delta L=-p\,dV,}
unde {\displaystyle p} este presiunea, iar {\displaystyle V} este volumul. Variația entalpiei ({\displaystyle H=U+pV}) este dată de
{\displaystyle dH=dU+p\,dV+V\,dp.}
Atunci, pentru un proces care este atât reversibil, cât și adiabatic (adică nu are loc schimb de căldură), {\displaystyle \delta Q_{rev}=0} și deci {\displaystyle dS=\delta Q_{rev}/T=0\,.} Toate procesele reversibile adiabatice sunt izentropice. Acest lucru duce la două observații importante:
{\displaystyle dU=\delta L+\delta Q=-p\,dV+0,}
{\displaystyle dH=\delta L+\delta Q+p\,dV+V\,dp=-p\,dV+0+p\,dV+V\,dp=V\,dp.}
În continuare, pot fi calculate multe relații pentru procesele izentropice ale unui gaz ideal. Pentru orice transformare a unui gaz ideal, este întotdeauna adevărat că
{\displaystyle dU=nC_{v}\,dT}     și     {\displaystyle dH=nC_{p}\,dT.}
Folosind rezultatele generale obținute mai sus pentru {\displaystyle dU} și {\displaystyle dH}, atunci
{\displaystyle dU=nC_{v}\,dT=-p\,dV\,,\quad } respectiv {\displaystyle du=nc_{v}\,dT=-p\,dv,}
{\displaystyle dH=nC_{p}\,dT=\ \ \ V\,dp\,,\quad } respectiv {\displaystyle dh=nc_{p}\,dT=\ \ \ v\,dp\,.}
Deci, pentru un gaz ideal exponentul adiabatic poate fi scris ca
{\displaystyle \gamma ={\frac {c_{p}}{c_{v}}}=-{\frac {dp/p}{dV/V}}.}
Pentru un gaz caloric perfect {\displaystyle \gamma } este constant. Prin urmare, integrând ecuația de mai sus, presupunând un gaz caloric perfect, se obține
{\displaystyle pV^{\gamma }={\text{constant}},}
adică
{\displaystyle {\frac {p_{2}}{p_{1}}}=\left({\frac {V_{1}}{V_{2}}}\right)^{\gamma }.}
Folosind ecuația de stare a gazului ideal, {\displaystyle pV=nRT,}
{\displaystyle TV^{\gamma -1}={\text{constant}}.}
(Demonstrație: {\displaystyle PV^{\gamma }={\text{constant}}\Rightarrow PV\,V^{\gamma -1}={\text{constant}}\Rightarrow nRT\,V^{\gamma -1}={\text{constant}}.} Dar expresia nR este ea însăși constantă, astfel {\displaystyle TV^{\gamma -1}={\text{constant}}.})
{\displaystyle {\frac {p^{\gamma -1}}{T^{\gamma }}}={\text{constant}}},
de asemenea, pentru {\displaystyle C_{p}=C_{v}+R} constant (per mol),
{\displaystyle {\frac {V}{T}}={\frac {nR}{p}}} și {\displaystyle p={\frac {nRT}{V}}}
{\displaystyle S_{2}-S_{1}=nC_{p}\ln \left({\frac {T_{2}}{T_{1}}}\right)-nR\ln \left({\frac {p_{2}}{p_{1}}}\right)}
{\displaystyle {\frac {S_{2}-S_{1}}{n}}=C_{p}\ln \left({\frac {T_{2}}{T_{1}}}\right)-R\ln \left({\frac {T_{2}V_{1}}{T_{1}V_{2}}}\right)=C_{v}\ln \left({\frac {T_{2}}{T_{1}}}\right)+R\ln \left({\frac {V_{2}}{V_{1}}}\right)}
Astfel, pentru procesele izentropice ale unui gaz ideal,
{\displaystyle T_{2}=T_{1}\left({\frac {V_{1}}{V_{2}}}\right)^{(R/C_{v})}} sau {\displaystyle V_{2}=V_{1}\left({\frac {T_{1}}{T_{2}}}\right)^{(C_{v}/R)}}.

### Tabelul  relațiilor izentropice pentru un gaz ideal
În funcție de rapoartele parametrilor de stare la sfârșitul, respectiv începutul procesului (pe diagonala tabelului) există relațiile:
| {\displaystyle {\frac {T_{2}}{T_{1}}}}                                           | {\displaystyle =} | {\displaystyle \left({\frac {p_{2}}{p_{1}}}\right)^{\frac {\gamma -1}{\gamma }}} | {\displaystyle =} | {\displaystyle \left({\frac {V_{1}}{V_{2}}}\right)^{\gamma -1}} | {\displaystyle =} | {\displaystyle \left({\frac {\rho _{2}}{\rho _{1}}}\right)^{\gamma -1}} |
| {\displaystyle \left({\frac {T_{2}}{T_{1}}}\right)^{\frac {\gamma }{\gamma -1}}} | {\displaystyle =} | {\displaystyle {\frac {p_{2}}{p_{1}}}}                                           | {\displaystyle =} | {\displaystyle \left({\frac {V_{1}}{V_{2}}}\right)^{\gamma }}   | {\displaystyle =} | {\displaystyle \left({\frac {\rho _{2}}{\rho _{1}}}\right)^{\gamma }}   |
| {\displaystyle \left({\frac {T_{1}}{T_{2}}}\right)^{\frac {1}{\gamma -1}}}       | {\displaystyle =} | {\displaystyle \left({\frac {p_{1}}{p_{2}}}\right)^{\frac {1}{\gamma }}}         | {\displaystyle =} | {\displaystyle {\frac {V_{2}}{V_{1}}}}                          | {\displaystyle =} | {\displaystyle {\frac {\rho _{1}}{\rho _{2}}}}                          |
| {\displaystyle \left({\frac {T_{2}}{T_{1}}}\right)^{\frac {1}{\gamma -1}}}       | {\displaystyle =} | {\displaystyle \left({\frac {p_{2}}{p_{1}}}\right)^{\frac {1}{\gamma }}}         | {\displaystyle =} | {\displaystyle {\frac {V_{1}}{V_{2}}}}                          | {\displaystyle =} | {\displaystyle {\frac {\rho _{2}}{\rho _{1}}}}                          |
Obținute din
{\displaystyle pV^{\gamma }=constant,}
{\displaystyle pV=mR_{s}T,}
{\displaystyle p=\rho R_{s}T,}
unde:
{\displaystyle p} = presiune,
{\displaystyle V} = volum,
{\displaystyle \gamma } = exponent adiabatic = {\displaystyle C_{p}/C_{v}},
{\displaystyle T} = temperatură absolută,
{\displaystyle m} = masă,
{\displaystyle R_{s}} = constanta gazului respectiv = {\displaystyle R/M},
{\displaystyle R} = constanta universală a gazului ideal,
{\displaystyle M} = masa molară a gazului respectiv,
{\displaystyle \rho } = densitate,
{\displaystyle c_{p}} = capacitatea termică masică la presiune constantă,
{\displaystyle c_{v}} = capacitatea termică masică la presiune constantă.